# Gerd Lüdemann

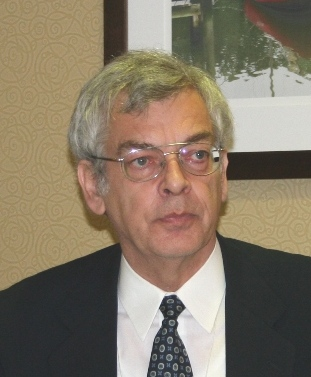
Gerd Lüdemann
im Jahr 2007 (San Diego, California)

Gerd Lüdemann (* 5. Juli 1946 in Visselhövede; † 23. Mai 2021 in Göttingen) war ein deutscher evangelischer Theologe. Von 1983 bis 1999 lehrte er Neues Testament an der Evangelisch-Theologischen Fakultät der Georg-August-Universität Göttingen. Von 1999 an bis zum Eintritt in den Ruhestand 2011 lehrte er dort mit einem Sonderstatus „Geschichte und Literatur des frühen Christentums“ und leitete an der Universität die Abteilung „Frühchristliche Studien“ des „Instituts für Spezialforschungen“.
Lüdemann wurde vor allem für seine Beiträge zur historischen Jesusforschung bekannt, in denen er eine besonders konsequente Position vertritt. Seine Veröffentlichungen führten zu theologischen Kontroversen sowie zu einem längeren Rechtsstreit. Laut Lüdemann wurde bei dem juristischen Streit deutlich, dass theologische Wissenschaftler ihre Forschungen nicht frei betreiben können, weil sie den „Vorgaben“ der Religion und des Staatskirchenrechts verpflichtet sind.

## Position
Das Abrücken Lüdemanns von der vorherrschenden Lehrmeinung der Theologie begann mit seinem Buch Die Auferstehung Jesu. Historie – Erfahrung – Theologie, das 1994 erschien. Lüdemann versuchte die neutestamentlichen Texte zur Auferstehung Jesu historisch und psychologisch zu erklären. Im letzten Kapitel stellt er die Frage: „Können wir noch Christen sein?“
Im März 1998 veröffentlichte Lüdemann das Buch Der große Betrug. Und was Jesus wirklich sagte und tat. Darin unternahm er eine Analyse ausgewählter neutestamentlicher Texte der kanonischen Evangelien und des Thomasevangeliums, um festzustellen, welche davon vom historischen Jesus von Nazaret stammten und welche ihm nachträglich zugeschrieben worden sind. Aufgrund seiner eigenen Kriterien für echte und unechte Jesusworte kam er zu dem als „empirisch“ bezeichneten Ergebnis, dass nur ein kleiner Bestand von etwa fünf Prozent der gesamten Jesusüberlieferung auf Jesus selbst zurückgehe.
Aus diesem Ergebnis folgerte Lüdemann, schon das Urchristentum habe Jesu Worte und Taten „zu verfälschen und übermalen“ begonnen und sich „Jesus so zurechtgemacht, wie er ihren Wünschen und Interessen entsprach und wie er ihnen im Kampf gegen Abweichler und Andersgläubige am nützlichsten zu sein schien“. Zu den derart verfälschten Texten zählte Lüdemann neutestamentliche Texte zur leiblichen Auferstehung Jesu und zur Sühne-Theologie, etwa die Abendmahls-Texte, apokalyptische Texte vom Endgericht und alle Texte, die aus seiner Sicht Jesus als göttliches Wesen verkünden und einen Offenbarungsglauben voraussetzen. Diesen beurteilte er als Projektion. In seinem als „Brief an Jesus“ betitelten Schlusskapitel schreibt Lüdemann:

„Auf Projektionen, Wünschen und Visionen kann keine echte Religion aufgebaut werden, auch dann nicht, wenn sie so gewaltig auftritt wie die christliche Kirche, die Dich sogar zum Weltenherrn und kommenden Richter erhoben hat. Du aber bist nicht der Weltenherr, als den Dich Deine Anhänger infolge Deiner Auferstehung erklärt haben, und Du wolltest es auch nicht sein. Du hast das zukünftige Reich Gottes verkündigt, gekommen aber ist die Kirche. Du hast Dich getäuscht, und Deine Botschaft ist von Deinen Anhängern zu ihren eigenen Gunsten gegen die historische Wahrheit verfälscht worden. Deine Lehre war ein Irrtum, denn das messianische Reich ist ausgeblieben.“

Lüdemann stellt sich damit in die Tradition von Hermann Samuel Reimarus: Dieser hatte Jesus in seinen von 1774 bis 1778 von Gotthold Ephraim Lessing veröffentlichten Schriften als politischen Messiasanwärter, dessen Naherwartung enttäuscht wurde, dargestellt und den ersten Christen die betrügerische Erfindung des Auferstehungsglaubens zugeschrieben. Ferner folgt Lüdemann der Religionskritik Ludwig Feuerbachs, der den Glauben an einen Gott, eine Inkarnation dieses Gottes und andere, vornehmlich lutherisch-christliche Dogmen als psychologisch verständliche, aber für den Fortschritt des Humanismus zu überwindende Wunschprojektion beschreibt.
Lüdemann trat mit weiteren Büchern als Kirchenkritiker hervor, in denen er vor allem den Auferstehungsglauben historisch widerlegen möchte („das Grab Jesu war voll“). In diesen Zusammenhang gehört auch seine kritische Rezension des Buches Jesus von Nazareth. Von der Taufe im Jordan bis zur Verklärung von Papst Benedikt XVI.: Es sei aus akademischer Sicht eine „peinliche Entgleisung“ und ein „intellektueller Skandal“, da es „die Vernunft vor den Karren des römisch-katholischen Glaubens spannt“.

## Hintergrund
Theologen und Laien leben mit einer Vielzahl von Jesus-Bildern, die sich mit der Darstellung Jesu in der Bibel und der jahrhundertealten theologischen Interpretation nicht in Einklang bringen lassen. Durch die Jahrhunderte wurde eine Reihe von Ideen entwickelt, wie dieses Problem gelöst werden könne.
Bei Luther war das Kriterium der Bibelinterpretation (Exegese) noch der „primäre Wortsinn“. Er verstand die Evangelien als Erzählungen, die historische Tatsachen wiedergaben. Nach Luther wurden die Evangelien von den Theologen der Reformation „noch weiter auf den rein faktisch-historischen Sinn reduziert“.
Im 18. Jahrhundert behauptete Hermann Samuel Reimarus (1694–1768), dass die Auferstehung Jesu vernünftigerweise nicht nachvollziehbar sei. Diese Behauptung löste eine der größten theologischen Diskussionen der Neuzeit aus. In der Folge entfalteten sich rege Forschungsaktivitäten, um ein historisch zuverlässiges Bild des Jesus von Nazareth zu rekonstruieren. Ferdinand Christian Baur (1792–1860) kam mit wissenschaftlich-historischen Quellenforschungen zu dem Schluss, dass das Christentum erst im Laufe einer 300-jährigen Entwicklung entstanden sei. Im Gegensatz dazu konstruierte David Friedrich Strauß (1808–1874) Jesus als mythische Gestalt. Die Jesusforschung kam im 19. Jahrhundert an ihre Grenzen. Jedes neue Dokument, jeder bisher für historisch wahr geltende Sachverhalt erwiesen sich bei genauem Hinsehen als fragwürdig.
Rudolf Bultmann (1884–1976) stellte fest, dass die urchristlichen Gemeinden und ihre Vorsteher nicht am historischen Jesus interessiert gewesen seien. Paulus habe seine Theologie nicht inhaltlich, sondern formal von Jesus von Nazareth ausgehen lassen. Er schlug vor, die biblischen Texte von fraglichen Inhalten zu befreien, sie zu entmythologisieren und eine existentielle Zugangsweise zu den Texten zu vermitteln.
In der Jesusforschung wird seit langem versucht, ein Bild des historischen Jesus durch Unterscheidung echter von unechten Jesusworten und -taten zu gewinnen. Dabei haben sich dazu verwendete historisch-kritische Methoden fortlaufend differenziert und die Echtheitskriterien verändert. Diese sind selbst seit den 1950er Jahren Gegenstand einer intensiven Forschungsdebatte geworden. Ernst Käsemann stellte 1953 ein doppeltes Differenzkriterium auf: Echtes Jesusmaterial sei, was sich weder aus dem zeitgenössischen Judentum noch aus dem Urchristentum ableiten lasse. Dagegen hat sich seit etwa 1973 das sozial- und religionsgeschichtliche Plausibilitätskriterium bei den meisten Forschern durchgesetzt: Jesuanisch können alle Überlieferungen sein, die sich aus dem damaligen Judentum und zeitgeschichtlichen Umständen erklären lassen.

## Theologische Auseinandersetzungen mit Lüdemann
Als Lüdemann die historische Wahrheit der biblischen Texte mit akribisch und gründlich verfeinerten historisch-kritischen Methoden erforschte, brachen alte Dispute wieder auf. Die theologische Wissenschaft zog mehrheitlich die biblische Geschichte der historisch-kritischen Betrachtungsweise vor. Beispielsweise sei der Auferstehungsglaube nicht davon abhängig, ob das Grab Jesu leer war oder nicht. Lüdemann erinnerte an die christliche Verpflichtung zur Wahrheit und seine Forschungsergebnisse.
Wolfgang Stegemann kritisierte 2010 Lüdemanns mit dem Anspruch von empirischer Objektivität vorgetragene Kriterien: Indem er den Urchristen – wie die ersten, noch naiv-optimistisch vorgehenden Leben-Jesu-Forscher – Betrug vorwerfe, wende er einen heutigen Rechtsbegriff (vorsätzliche Schädigung durch Vorspiegeln falscher und Entstellen oder Unterdrücken wahrer Tatsachen) auf sie an. Er unterstelle antiken Texten und Traditionsprozessen damit eine Erzählstrategie, die moderne Maßstäbe für historische Darstellungen voraussetze. Sein Wirklichkeitsbegriff – „wirklich“ sei nur das, was man von „Übermalung“ befreien und gegen den Glauben der Urchristen wenden könne – sei ein dem 19. Jahrhundert verhafteter, hinter heutigen hermeneutischen Einsichten weit zurückbleibender Anachronismus. Lüdemann betonte ausdrücklich, diese „Übermalung“ beruhe keineswegs auf „betrügerischen Absichten“, sondern auf dem Glauben der frühen Christen, im Dienst einer „höheren Wahrheit“ zu handeln, was die Kritik Stegemanns relativiert.
In seiner Diskussion über die Auferstehung Jesu wies Lüdemann gegenüber Carsten Peter Thiede auf Anhaltspunkte hin, aus denen er grundsätzlich auf die historische Unzuverlässigkeit der Evangelien schloss. Nach Lüdemann sage der Bericht im Markusevangelium aus, „dass niemand beim Gebetskampf Jesu in Gethsemane anwesend war“. Dagegen meinte Thiede, dass drei von Jesu Jüngern sehr wohl dabei waren und dass der Bericht nicht aussage, sie hätten während der ganzen Zeit geschlafen; sie könnten also „genügend mitbekommen“ haben. Auch Jesu Ruf am Kreuz, „warum hast du mich verlassen?“, hielt Lüdemann für unhistorisch, denn „es war niemand da, der das Gebet hätte hören können“. Demgegenüber wies Thiede auf die im Bericht erwähnten umstehenden Menschen hin, Gegner und Anhänger Jesu.
Inwieweit ein Zeuge einen Ausspruch verstehen konnte, hängt dann jeweils von seiner Entfernung von Jesus sowie von der Lautstärke von Jesu Reden oder Schreien ab. Lüdemann vermutete, dass der Gegensatz zwischen Thiede und ihm in ihren „verschiedenen Einschätzungen der Evangelisten“ begründet war.
Im Blick auf die pseudepigraphen Briefe des Neuen Testaments meinte Lüdemann, dass Pseudepigraphie mit Täuschungsabsicht verbunden gewesen sei. Dass Pseudepigraphie ebendies impliziere, wird auch von konservativer Seite, etwa von Armin Daniel Baum, bestätigt. Baum veröffentlichte 2001 selbst eine umfangreiche Untersuchung zur „Pseudepigraphie“.
Armin Daniel Baum widerspricht Lüdemann auch in der Annahme, dass der 2. Thessalonicherbrief von Paulus eine Fälschung sei.

## Rechtsstreit
Nach der Buchveröffentlichung im Jahr 1998 verlangte die Konföderation evangelischer Kirchen in Niedersachsen beim Niedersächsischen Wissenschaftsministerium anfangs Lüdemanns Entlassung aus dem Staatsdienst, später seine Entfernung aus der Theologischen Fakultät. Als die Philosophische Fakultät seine Aufnahme ablehnte, verblieb Lüdemann mit einem Sonderstatus an der Theologischen Fakultät. Der Präsident der Universität Göttingen Reinhard Jahn wandelte seinen konfessionsgebundenen Lehrstuhl für „Neues Testament“ in den nichtkonfessionsgebundenen Lehrstuhl für „Geschichte und Literatur des frühen Christentums“ um. Seine Veranstaltungen waren seitdem nicht mehr relevant für Prüfungen der Theologischen Fakultät, und Lüdemann durfte diese nicht abnehmen. Lüdemann wurden ferner Fördermittel gestrichen und die auf Dauer schriftlich zugesagte C1-Assistentenstelle entzogen.
Lüdemann wollte jedoch, trotz seiner Ablehnung des offiziell vorgeschriebenen christlichen Glaubens, weiter an der Theologischen Fakultät angestellt und lehrberechtigt bleiben. Er begründete dies damit, dass wissenschaftliche Lehre und Forschung nicht eingeschränkt werde, „wenn ein Nicht-mehr-Christ mit mehr als zwanzig Christen zusammen unterrichtet und forscht: Stimmt der Inhalt des christlichen Glaubens, so können meine in der Überzahl befindlichen Kollegen meinen Irrtum ja zurecht rücken. Stimmt er aber nicht, ist es für die Studierenden nur von Vorteil, rechtzeitig eine Neuorientierung vornehmen zu können.“
Lüdemann ging daher gegen die Entscheidung der Universität Göttingen juristisch vor. Seine Klage wurde am 3. November 2005 in letzter Instanz vom Bundesverwaltungsgericht abgewiesen. Am 28. Oktober 2008 wurde auch seine Verfassungsbeschwerde dagegen vom Bundesverfassungsgericht zurückgewiesen. Es stufte die Versetzung Lüdemanns zwar als „Eingriff in die Wissenschaftsfreiheit“ ein, hielt diesen aber für gerechtfertigt. Die Wissenschaftsfreiheit finde ihre Grenzen an dem ebenfalls von der Wissenschaftsfreiheit geschützten Recht der Fakultät, ihre Identität als theologische Fakultät zu wahren, sowie am Selbstbestimmungsrecht der betroffenen Religionsgemeinschaft. Deren Mitwirkungsrecht sei „notwendige Folge der Entscheidung des Staates, an seinen Universitäten Theologie als bekenntnisgebundene Glaubenswissenschaft […] zu lehren“. Es könne und dürfe nicht Sache des religiös-weltanschaulich neutralen Staates sein, über die Bekenntnisgemäßheit theologischer Lehre zu urteilen.
Lüdemann bezeichnete sich nicht mehr als Christ, blieb aber Mitglied der Evangelisch-lutherischen Kirche Hannovers, um seinen Beruf an der Fakultät weiter ausüben zu können.

## Privates
Lüdemann war verheiratet, Vater von vier Töchtern und Großvater von elf Enkeln. Er litt seine letzten fünf Lebensjahre an Lewy-Körper-Demenz und starb am Pfingstsonntag 2021.

## Werke (Auswahl)
1994
- Die Auferstehung Jesu. Historie, Erfahrung, Theologie. Vandenhoeck & Ruprecht, Göttingen, ISBN 3-525-53523-6.

1995
- Ketzer: Die andere Seite des frühen Christentums. Radius, Stuttgart, ISBN 3-87173-078-5.
- Osterglaube ohne Auferstehung? Diskussion mit Gerd Lüdemann. Hrsg. v. Hansjürgen Verweyen. Herder, Freiburg, ISBN 3-451-02155-2.
- Was mit Jesus wirklich geschah. Die Auferstehung historisch betrachtet. Mit Alf Özen. Radius, Stuttgart, ISBN 3-87173-033-5.

1997
- Die Bibel der Häretiker. Die gnostischen Schriften aus Nag Hammadi – Erste deutsche Gesamtübersetzung. Mit Martina Janßen. Radius, Stuttgart, ISBN 3-87173-128-5.
Übersetzung der Nag-Hammadi-Schriften.[29]

1998
- „Der große Betrug“. Und was Jesus wirklich sagte und tat. (4. Auflage 2002) Zu Klampen, Springe, ISBN 3-924245-70-3.
- Im Würgegriff der Kirche. Für die Freiheit der theologischen Wissenschaft. Zu Klampen, Springe, ISBN 3-924245-76-2.

2001
- (versus) Carsten Peter Thiede: Die Auferstehung Jesu – Fiktion oder Wirklichkeit? Ein Streitgespräch. Brunnen, Basel, ISBN 3-7655-1241-9.
- Paulus, der Gründer des Christentums. Zu Klampen, Springe, ISBN 3-934920-07-1.
- Das Unheilige in der Heiligen Schrift – Die Dunklen Seiten der Bibel. Zu Klampen Verlag Springe, ISBN 978-3-934920-03-3

2002
- Die Auferweckung Jesu von den Toten. Ursprung und Geschichte einer Selbsttäuschung. Zu Klampen, Springe, ISBN 3-934920-20-9.

2004
- Das Unheilige in der Heiligen Schrift. Die dunkle Seite der Bibel. 3. Auflage. Zu Klampen, Springe, ISBN 3-934920-03-9.
- Jesus nach 2000 Jahren. Was er wirklich sagte und tat. Mit Beiträgen von Frank Schleritt und Martina Janßen. 2., verbesserte Auflage. Zu Klampen, Springe, ISBN 3-934920-48-9.
- Die Intoleranz des Evangeliums. Erläutert an ausgewählten Schriften des Neuen Testaments. Zu Klampen, Springe ISBN 3-934920-44-6.

2006
- Altes Testament und christliche Kirche. Versuch der Aufklärung. Zu Klampen, Springe, ISBN 3-934920-96-9.
- Das Judas-Evangelium und das Evangelium nach Maria. Zwei gnostische Schriften aus der Frühzeit des Christentums. Radius, Stuttgart, ISBN 978-3-87173-366-6.

2007
- Das Jesusbild des Papstes. Über Joseph Ratzingers kühnen Umgang mit den Quellen. 1. und 2. Auflage. Zu Klampen, Springe, ISBN 978-3-86674-010-5.

2008
- Der erfundene Jesus. Unechte Jesusworte im Neuen Testament. Zu Klampen, Springe, ISBN 978-3-86674-022-8.
- Jungfrauengeburt? Die Geschichte von Maria und ihrem Sohn Jesus. Vollständig überarbeitete und erweiterte Neuausgabe. Zu Klampen, Springe, ISBN 978-3-86674-028-0.
- Arbeitsübersetzung des Neuen Testaments. Mit Frank Schleritt. Vandenhoeck & Ruprecht, Göttingen, ISBN 978-3-8252-3163-7.

2009
- Die ersten drei Jahre Christentum. Zu Klampen, Springe, ISBN 978-3-86674-060-0.

2010
- Die gröbste Fälschung des Neuen Testaments. Der zweite Thessalonicherbrief. Zu Klampen, Springe, ISBN 978-3-86674-090-7.

2011
- Wer war Jesus? Theologisch-politische Interventionen. Zu Klampen, Springe, ISBN 978-3-86674-144-7 (Buchbeschreibung des Verlags).
- Der älteste christliche Text. Erster Thessalonicherbrief. Zu Klampen, Springe, ISBN 978-3-86674-157-7[30]

2012
- Jesus nach 2000 Jahren – Was Jesus wirklich sagte und tat. Zu Klampen Verlag Springe, ISBN 978-3-86674-173-7

2013
- Der echte Jesus – Seine historischen Taten und Worte. Ein Lesebuch. Zu Klampen Verlag Springe, ISBN 978-3-86674-186-7

## Einzelbelege
1. ↑  Autorensteckbrief beim Verlag zu Klampen, abgerufen am 21. Mai 2011. „Gerd Lüdemann, Jahrgang 1946, ist Professor für Geschichte und Literatur des frühen Christentums an der Universität Göttingen. Er leitete die Abteilung »Frühchristliche Studien« am Institut für Spezialforschungen sowie das Archiv »Religionsgeschichtliche Schule« der Theologischen Fakultät Göttingen.“
2. ↑  Personalverzeichnis der Theologischen Fakultät, abgerufen am 31. Mai 2013, siehe unter „Professoren im Ruhestand“.
3. ↑  Vgl. Gerd Lüdemann: Theologie zwischen freier Wissenschaft und religiöser Vorgabe. Ein Erfahrungsbericht. In: Helmut Ortner, Stefana Sabin (Hrsg.): Politik ohne Gott. Wie viel Religion verträgt unsere Demokratie? Springe 2014, S. 62–69 (PDF)
4. ↑  Gerd Lüdemann: Die Auferstehung Jesu. Historie, Erfahrung, Theologie. Vandenhoeck & Ruprecht, Göttingen 1994, ISBN 3-525-53523-6, S. 216 ff.
5. ↑  Gerd Lüdemann: Der große Betrug, zu Klampen Verlag 1998, Vorwort, S. 7
6. ↑  Gerd Lüdemann. Der große Betrug, 1998, S. 121f.
7. ↑  Gerd Lüdemann: Der große Betrug, zu Klampen Verlag 1998, Auszug: „Brief an Jesus“ (Memento vom 16. Oktober 2007 im Internet Archive)
8. ↑  Der Satz „Du hast das zukünftige Reich Gottes verkündigt, gekommen aber ist die Kirche“ lehnt sich an den französischen katholischen Theologen Alfred Loisy an, der 1902 geschrieben hatte: Jésus anonçait le royaume, et c’est l’Eglise qui est venue. (In: L’Evanglie et l’Eglise, Paris 1902, S. 111.)
9. ↑  »Das Wort Lüge ist für die Bibel durchaus angemessen« Gespräch mit Gerd Lüdemann, 24. Dezember 2009 (PDF).
10. ↑  Papst Benedikts Jesus-Buch: Eine peinliche Entgleisung Rezension von Gerd Lüdemann, in: Der Spiegel, 26. April 2007
11. ↑  Vgl. Werner Kelber: Der historische Jesus. Bedenken zur gegenwärtigen Diskussion aus der Perspektive mittelalterlicher, moderner und postmoderner Hermeneutik. In: Jens Schröter, Ralph Brucker (Hg.): Der historische Jesus: Tendenzen und Perspektiven der gegenwärtigen Forschungen. Berlin/New York 2002, S. 21.
12. ↑  Andreas Lindemann: Jesus als der Christus bei Paulus und Lukas. Erwägungen zum Verhältnis von Bekenntnis und historischer Erkenntnis in der neutestamentlichen Christologie. In: Jens Schröter, Ralph Brucker (Hg.): Der historische Jesus: Tendenzen und Perspektiven der gegenwärtigen Forschungen. Berlin/New York 2002, S. 456/7.
13. ↑  Wolfgang Stegemann: Jesus und seine Zeit. Kohlhammer, Stuttgart 2010, S. 93 f.
14. ↑  What Jesus Never Said
15. ↑  Carsten Peter Thiede (versus) Gerd Lüdemann: Die Auferstehung Jesu – Fiktion oder Wirklichkeit? Ein Streitgespräch. Basel 2001, S. 52.
16. ↑  Thiede (versus) Lüdemann: Die Auferstehung Jesu, 2001, S. 108 f.
17. ↑  Thiede (versus) Lüdemann: Die Auferstehung Jesu, 2001, S. 53.
18. ↑  Thiede (versus) Lüdemann: Die Auferstehung Jesu, 2001, S. 115 f.
19. ↑  Thiede (versus) Lüdemann: Die Auferstehung Jesu, 2001, S. 128.
20. ↑  Baum in einer Rezension von Lüdemann: Die gröbste Fälschung …, 2010, in: Novum Testamentum 54 (2012), S. 298 f. – Baum hielt keinen der NT-Briefe für pseudepigraph.
21. ↑  Tim Bergen: Echt, Paulus? Die Briefe des Apostels auf dem Prüfstand. 26. Mai 2025, abgerufen am 29. Juni 2025.
22. ↑  Jost Müller-Neuhof: Papst-Kritiker verliert Streit um Religionslehrer-Ausbildung. In: Tagesspiegel. 19. Februar 2009 (Online).
23. 1 2 3  Kirche und Kritik: Der Fall Lüdemann Darstellung von Michael Schmidt-Salomon und ein Interview mit Gerd Lüdemann, in: MIZ 2/2000, dokumentiert auf schmidt-salomon.de
24. ↑  Beschluss des Ersten Senates des Bundesverfassungsgerichts vom 28. Oktober 2008, 1 BvR 462/06
25. 1 2  Pressemitteilung des Bundesverfassungsgerichts vom 18. Februar 2009
26. ↑  Der Begriff „Glaubenswissenschaft“ ist widersprüchlich und irreführend. Bereits 1756 verwendete Johann Christoph Gottsched den differenzierteren Begriff der „Glaubenslehre“, die er vom Wissenschaftsbegriff abgegrenzte. Die Theologie verlasse als „Glaubenslehre“ die Ebene der strengen wissenschaftlichen Argumentation und sei deshalb „keine synthetisch erwiesene Wissenschaft“ (Johann Christoph Gottsched, Erste Gründe der gesamten Weltweisheit, Leipzig 1756, S. 508).
27. ↑  Beschluss des Ersten Senates vom 28. Oktober 2008, Leitsatz 3 und Abs.-Nr. 59 f.
28. ↑  Amrei Lüdemann: In Memory of Prof. Dr. Gerd Lüdemann. 24. Mai 2021, abgerufen am 2. Juni 2021.
29. ↑  Vollständige Online-Version (PDF; 1,2 MB) (Memento vom 7. September 2007 im Internet Archive) und Online-Version (HTML) (Memento vom 7. September 2007 im Internet Archive) des Buches Die Bibel der Häretiker. Die gnostischen Schriften aus Nag Hammadi, abgerufen am 21. Oktober 2012
30. ↑  Buchbeschreibung des Verlags

| Personendaten    | Personendaten                          |
| ---------------- | -------------------------------------- |
| NAME             | Lüdemann, Gerd                         |
| KURZBESCHREIBUNG | deutscher Theologe und Hochschullehrer |
| GEBURTSDATUM     | 5. Juli 1946                           |
| GEBURTSORT       | Visselhövede                           |
| STERBEDATUM      | 23. Mai 2021                           |
| STERBEORT        | Göttingen                              |